# Reality Tour
Reality Tour fue una gran gira concierto de la cantante estadounidense Jessica Simpson en 2004 para apoyo de su álbum de mayor éxito hasta la fecha, In This Skin.
Ella realizó 41 shows en los Estados Unidos a partir de junio y termina el recorrido en el primero de agosto en la región central de la Feria Estatal en Paso Robles, California. Los espectáculos se celebraron en grandes anfiteatros y Arenas de interior. Ella realizó todos sus éxitos famosos de su pasado, varias canciones de su álbum "In This Skin y una nueva canción: Ella trabaja duro por el dinero.
El concierto DVD fue certificado platino por la RIAA.

## Fondo
Mientras que la promoción de la reedición de su álbum, Simpson declaró en varias entrevistas la posibilidad de una visita, con ganas de romper con la filmación de su serie de televisión y conectarse con sus fanes. La gira fue anunciada oficialmente en mayo de 2004 a través de diversos medios de comunicación, con el patrocinio de "Ice Breakers" y "Proactiv Solution". Debido a la popularidad del álbum, Simpson podría jugar en estadios y anfiteatros, en contraste con realizando su primera gira en los centros comerciales y festivales. Con la salida, los estados de la cantante que estaba feliz de tomar un descanso de las cámaras después de cada uno de sus movimientos. Con el éxito de la serie de televisión, Simpson ha diseñado el recorrido como si el público se miraba en la televisión.
Durante una entrevista con la "Associated Press", el cantante dice que ella quería que los conciertos para centrarse en su música y su personalidad. En el escenario, Simpson se unió a una banda de siete músicos, sin bailarines y coreografía para el espectáculo. Simpson se interpretará canciones de sus tres álbumes actuales, al tiempo que las anécdotas sobre su vida y las canciones.

## Actos de apertura
- Ryan Cabrera (Etapa 1)[1]
- Cherie (Salt Lake City)[1]
- Shellshock Shifty (Salt Lake City)[1]
- Stacie Orrico (Etapa 2) (ciertas fechas)[1]

## Repertorio
1. "Jess TV: Before the Show" (Video Introduction)
2. "I Think I'm In Love With You"
3. "A Little Bit"
4. "Forbidden Fruit"
5. "I Have Loved You"
6. "She Works Hard For The Money"
7. "Jess TV: One Year Anniversary" (Video Interlude) (contains footage from Newlyweds: Nick and Jessica, along with elements of "Jump Around", "You Are My Sunshine" and "Pieces of Me")
8. "Take My Breath Away"
9. "Angels"
10. "Be"
11. "Everyday See You"
12. "You Don't Have To Let Go"
13. "My Way Home"
14. "Jess TV: Jessica at Home" (Video Interlude) (contains footage from Newlyweds: Nick and Jessica, along with elements of "Take My Breath Away", "I Swear", "She's a Lady", "A Little Less Conversation", "Man! I Feel Like a Woman!", "Low Rider" and "It's Oh So Quiet")
15. "Loving You"
16. "Sweetest Sin"
17. I Wanna Love You Forever
18. Irresistible
19. With You